# Thailand Open 2005 - Qualificazioni singolare
Le qualificazioni del singolare  del Thailand Open 2005 sono state un torneo di tennis preliminare per accedere alla fase finale della manifestazione. I vincitori dell'ultimo turno sono entrati di diritto nel tabellone principale. In caso di ritiro di uno o più giocatori aventi diritto a questi sono subentrati i lucky loser, ossia i giocatori che hanno perso nell'ultimo turno ma che avevano una classifica più alta rispetto agli altri partecipanti che avevano comunque perso nel turno finale.
Le qualificazioni del torneo Thailand Open 2005 prevedevano 32 partecipanti di cui 4 sono entrati nel tabellone principale.

## Teste di serie
1. John-Paul Fruttero (Qualificato)
2. Denis Gremelmayr (Qualificato)
3. Nicolas Thomann (Qualificato)
4. Nathan Healey (ultimo turno)

1. Gouichi Motomura (ultimo turno)
2. Ti Chen (Qualificato)
3. Satoshi Iwabuchi (ultimo turno)
4. Ivo Klec (ultimo turno)

## Qualificati
1. John-Paul Fruttero
2. Denis Gremelmayr

1. Nicolas Thomann
2. Ti Chen

## Tabellone

### Legenda
| - Q = Qualificato - WC = Wild card - LL = Lucky loser | - ALT = Alternate - SE = Special Exempt - PR = Protected Ranking | - w/o = Walkover - r = Ritirato - d = Squalificato |

### Sezione 1
|  | Primo turno | Primo turno | Primo turno | Primo turno | Primo turno |  |  | Secondo turno | Secondo turno      | Secondo turno      | Secondo turno    | Secondo turno    |   |    | Ultimo turno | Ultimo turno       | Ultimo turno       | Ultimo turno | Ultimo turno |  |
|  |             |             |             |             |             |  |  |               |                    |                    |                  |                  |   |    |              |                    |                    |              |              |  |
|  |             |             |             |             |             |  |  |               |                    |                    |                  |                  |   |    |              |                    |                    |              |              |  |
|  |             |             |             |             |             |  |  | 1             | John-Paul Fruttero | John-Paul Fruttero | 6                | 6                |   |    |              |                    |                    |              |              |  |
|  |             |             |             |             |             |  |  |               | Bhee Witoonpanich  | Bhee Witoonpanich  | 0                | 0                |   |    |              |                    |                    |              |              |  |
|  |             |             |             |             |             |  |  |               |                    |                    |                  |                  |   |    | 1            | John-Paul Fruttero | John-Paul Fruttero | 7            | 7            |  |
|  |             |             |             |             |             |  |  |               |                    | 5                  | Gouichi Motomura | Gouichi Motomura | 5 | 62 |              |                    |                    |              |              |  |
|  |             |             |             |             |             |  |  |               | Rogier Wassen      | Rogier Wassen      | 3                | 5                |   |    |              |                    |                    |              |              |  |
|  |             |             |             |             |             |  |  | 5             | Gouichi Motomura   | Gouichi Motomura   | 6                | 7                |   |    |              |                    |                    |              |              |  |
|  |             |             |             |             |             |  |  |               |                    |                    |                  |                  |   |    |              |                    |                    |              |              |  |

### Sezione 2
|  | Primo turno        | Primo turno        | Primo turno        | Primo turno | Primo turno |  |  | Secondo turno | Secondo turno      | Secondo turno      | Secondo turno | Secondo turno |   |   | Ultimo turno | Ultimo turno     | Ultimo turno     | Ultimo turno | Ultimo turno |  |
|  |                    |                    |                    |             |             |  |  |               |                    |                    |               |               |   |   |              |                  |                  |              |              |  |
|  |                    |                    |                    |             |             |  |  |               |                    |                    |               |               |   |   |              |                  |                  |              |              |  |
|  |                    |                    |                    |             |             |  |  | 2             | Denis Gremelmayr   | Denis Gremelmayr   | 6             | 6             |   |   |              |                  |                  |              |              |  |
|  | Kirati Siributwong | Kirati Siributwong | Kirati Siributwong | 6           | 6           |  |  |               | Kirati Siributwong | Kirati Siributwong | 1             | 2             |   |   |              |                  |                  |              |              |  |
|  | Anthony Law        | Anthony Law        | Anthony Law        | 2           | 0           |  |  |               |                    |                    |               |               |   |   | 2            | Denis Gremelmayr | Denis Gremelmayr | 6            | 6            |  |
|  | Johan Landsberg    | Johan Landsberg    | 3                  | 6           | 6           |  |  |               |                    | 8                  | Ivo Klec      | Ivo Klec      | 1 | 2 |              |                  |                  |              |              |  |
|  | Luka Gregorc       | Luka Gregorc       | 6                  | 4           | 0           |  |  |               | Johan Landsberg    | 4                  | 7             | 4             |   |   |              |                  |                  |              |              |  |
|  |                    |                    |                    |             |             |  |  | 8             | Ivo Klec           | 6                  | 62            | 6             |   |   |              |                  |                  |              |              |  |
|  |                    |                    |                    |             |             |  |  |               |                    |                    |               |               |   |   |              |                  |                  |              |              |  |

### Sezione 3
|  | Primo turno           | Primo turno           | Primo turno      | Primo turno | Primo turno |  |  | Secondo turno | Secondo turno         | Secondo turno         | Secondo turno    | Secondo turno    |   |   | Ultimo turno | Ultimo turno    | Ultimo turno    | Ultimo turno | Ultimo turno |  |
|  |                       |                       |                  |             |             |  |  |               |                       |                       |                  |                  |   |   |              |                 |                 |              |              |  |
|  |                       |                       |                  |             |             |  |  |               |                       |                       |                  |                  |   |   |              |                 |                 |              |              |  |
|  |                       |                       |                  |             |             |  |  | 3             | Nicolas Thomann       | Nicolas Thomann       | 6                | 6                |   |   |              |                 |                 |              |              |  |
|  | Toshihide Matsui      | Toshihide Matsui      | Toshihide Matsui | 7           | 6           |  |  |               | Toshihide Matsui      | Toshihide Matsui      | 2                | 4                |   |   |              |                 |                 |              |              |  |
|  | Anuwat Dalodom        | Anuwat Dalodom        | Anuwat Dalodom   | 5           | 2           |  |  |               |                       |                       |                  |                  |   |   | 3            | Nicolas Thomann | Nicolas Thomann | 6            | 6            |  |
|  | Pracharapol Khamsaman | Pracharapol Khamsaman | 3                | 6           | 6           |  |  |               |                       | 7                     | Satoshi Iwabuchi | Satoshi Iwabuchi | 2 | 4 |              |                 |                 |              |              |  |
|  | Putporn Chantawannop  | Putporn Chantawannop  | 6                | 4           | 3           |  |  |               | Pracharapol Khamsaman | Pracharapol Khamsaman | 3                | 1                |   |   |              |                 |                 |              |              |  |
|  |                       |                       |                  |             |             |  |  | 7             | Satoshi Iwabuchi      | Satoshi Iwabuchi      | 6                | 6                |   |   |              |                 |                 |              |              |  |
|  |                       |                       |                  |             |             |  |  |               |                       |                       |                  |                  |   |   |              |                 |                 |              |              |  |

### Sezione 4
|  | Primo turno          | Primo turno          | Primo turno          | Primo turno | Primo turno |  |  | Secondo turno | Secondo turno   | Secondo turno   | Secondo turno | Secondo turno |   |   | Ultimo turno | Ultimo turno  | Ultimo turno | Ultimo turno | Ultimo turno |  |
|  |                      |                      |                      |             |             |  |  |               |                 |                 |               |               |   |   |              |               |              |              |              |  |
|  |                      |                      |                      |             |             |  |  |               |                 |                 |               |               |   |   |              |               |              |              |              |  |
|  |                      |                      |                      |             |             |  |  | 4             | Nathan Healey   | Nathan Healey   | 6             | 6             |   |   |              |               |              |              |              |  |
|  | Tasuku Iwami         | Tasuku Iwami         | Tasuku Iwami         | 6           | 6           |  |  |               | Tasuku Iwami    | Tasuku Iwami    | 4             | 3             |   |   |              |               |              |              |              |  |
|  | Pongsiri Niroj       | Pongsiri Niroj       | Pongsiri Niroj       | 3           | 1           |  |  |               |                 |                 |               |               |   |   | 4            | Nathan Healey | 6            | 65           | 4            |  |
|  | Katsushi Fukuda      | Katsushi Fukuda      | Katsushi Fukuda      | 6           | 6           |  |  |               |                 | 6               | Ti Chen       | 4             | 7 | 6 |              |               |              |              |              |  |
|  | Weerapat Doakmaiklee | Weerapat Doakmaiklee | Weerapat Doakmaiklee | 4           | 4           |  |  |               | Katsushi Fukuda | Katsushi Fukuda | 2             | 3             |   |   |              |               |              |              |              |  |
|  |                      |                      |                      |             |             |  |  | 6             | Ti Chen         | Ti Chen         | 6             | 6             |   |   |              |               |              |              |              |  |
|  |                      |                      |                      |             |             |  |  |               |                 |                 |               |               |   |   |              |               |              |              |              |  |